# Leucothyreus similis
Leucothyreus similis är en skalbaggsart som beskrevs av Frey 1976. Leucothyreus similis ingår i släktet Leucothyreus och familjen Rutelidae. Inga underarter finns listade i Catalogue of Life.